# Llista de kans de Crimea
La següent és una llista cronològica dels kans del Kanat de Crimea de la dinastia Giray:
| Data de regnat | Nom                          | Notes                                        |
| --- | ---------------------------- | -------------------------------------------- |
| 1428 - 1434 | Hacı I Giray                 | primer regnat                                |
| 1434 - 1441 | Sayyid Ahmad Khan            | Kan de l'Horda d'Or                          |
| 1441 - 1456 | Hacı I Giray                 | segon regnat                                 |
| 1456 | Haydar Giray                 | germà                                        |
| 1456 - 1466 | Hacı I Giray                 | tercer regnat                                |
| 1466-1467 | Nur Devlet                   | primer regnat, fill                          |
| 1467 | Meñli I Giray                | primer regnat, germà                         |
| 1467-1469 | Nur Devlet                   | segon regnat                                 |
| 1469-1475 | Meñli I Giray                | segon regnat                                 |
| 1475-1476 | Nur Devlet                   | tercer regnat                                |
| 1476-1478 | Janibeg Khan                 | instal·lat per l'Horda d'Or                  |
| 1478-1515 | Meñli I Giray                | tercer regnat                                |
| 1515-1523 | Mehmed I Giray               | fill                                         |
| 1523-1524 | Ğazı I Giray                 | fill                                         |
| 1524-1532 | Saadet I Giray               | fill de Meñli I                              |
| 1532 | İslâm I Giray                | germà                                        |
| 1532-1551 | Sahib I Giray (Safa I Giray) | germà                                        |
| 1551-1577 | Devlet I Giray               | nebot                                        |
| 1577-1584 | Mehmed II Giray              | germà                                        |
| 1584 | Saadet II Giray              | possible fill                                |
| 1584-1588 | İslâm II Giray               | germà de Devlet I                            |
| 1588-1596 | Ğazı II Giray                | primer regnat, germà                         |
| 1596 | Fetih I Giray                | germà                                        |
| 1596-1607 | Ğazı II Giray                | segon regnat                                 |
| 1607-1608 | Toqtamış Giray               | fill                                         |
| 1608-1610 | Selâmet I Giray              | fill de Devlet I                             |
| 1610-1623 | Canibek Giray                | primer regnat, net de Devlet I               |
| 1623-1628 | Mehmed III Giray             | nét de Mehmed II, possible fill de Saadet II |
| 1628-1635 | Canibek Giray                | segon regnat                                 |
| 1635-1637 | İnayet Giray                 | germà de Toqtamış                            |
| 1637-1641 | Bahadır I Giray              | fill de Selâmet I                            |
| 1641-1644 | Mehmed IV Giray              | primer regnat, germà                         |
| 1644-1654 | İslâm III Giray              | germà                                        |
| 1654-1666 | Mehmed IV Giray              | segon regnat                                 |
| 1666-1671 | Adil Giray                   | d'una branca col·lateral                     |
| 1671-1678 | Selim I Giray                | primer regnat, fill de Bahadir               |
| 1678-1683 | Murad Giray                  | cosí germà                                   |
| 1683-1684 | Hacı II Giray                | cosí germà                                   |
| 1684-1691 | Selim I Giray                | segon regnat                                 |
| 1691 | Saadet III Giray             | germà d'Hacı II                              |
| 1691-1692 | Safa Giray                   | cosí germà                                   |
| 1692-1699 | Selim I Giray                | tercer regnat                                |
| 1699-1702 | Devlet II Giray              | primer regnat, fill                          |
| 1702-1704 | Selim I Giray                | quart regnat                                 |
| 1704-1707 | Ğazı III Giray               | fill                                         |
| 1707-1708 | Qaplan I Giray               | primer regnat, germà                         |
| 1709-1713 | Devlet II Giray              | segon regnat                                 |
| 1713-1715 | Qaplan I Giray               | segon regnat                                 |
| 1716-1717 | Devlet III Giray             | parentiu desconegut                          |
| 1717-1724 | Saadet IV Giray              | germà de Devlet II                           |
| 1724-1730 | Meñli II Giray               | primer regnat, germà                         |
| 1730-1736 | Qaplan I Giray               | tercer regnat                                |
| 1736-1737 | Fetih II Giray               | fill de Devlet II                            |
| 1737-1740 | Meñli II Giray               | segon regnat                                 |
| 1740-1743 | Selâmet II Giray             | germà de Devlet II                           |
| 1743-1748 | Selim II Giray               | fill de Qaplan I                             |
| 1748-1755 | Arslan Giray                 | primer regnat, germà de Fetih II             |
| 1755-1758 | Halim Giray                  | fill de Saadet IV                            |
| 1758-1764 | Qırım Giray                  | primer regnat, germà d'Arslan                |
| 1764-1767 | Selim III Giray              | primer regnat, fill de Fetih II              |
| 1767 | Arslan Giray                 | segon regnat                                 |
| 1767-1768 | Maqsud Giray                 | fill de Selâmet II                           |
| 1768-1769 | Qırım Giray                  | segon regnat                                 |
| 1769-1770 | Devlet IV Giray              | primer regnat, fill d'Arslan                 |
| 1770 | Qaplan II Giray              | fill de Selim II                             |
| 1770-1771 | Selim III Giray              | segon regnat                                 |
| 1771-1775 | Sahib II Giray               | descendent de Selim II                       |
| 1775-1777 | Devlet IV Giray              | segon regnat                                 |
| 1777-1782 | Şahin Giray                  | primer regnat, germà de Sahib II             |
| 1782 | Bahadır II Giray             | germà de Şahin Giray                         |
| 1782-1783 | Şahin Giray                  | segon regnat                                 |
| † Els regnats de Canibek Giray el 1624 i de Maqsud Giray el 1771-1772 no són a la llista. Encara que aquests kans foren reconeguts per l'Imperi Otomà no assoliren el tron i no governaren a Crimea. En aquests anys l'autoritat al Kanat de Crimea fou exercida per Mehmed III Giray i Sahib II Giray respectivament. |                              |                                              |
| Note: Els kans nominals Şahbaz Giray (1787-1789) i Baht Giray (1789-1792) mencionats en algunes obres no apareixen a la taula perquè el Kanat de Crimea fou annexat a Rússia el 1783. |                              |                                              |